# ジェイソン・シュワルツマン
ジェイソン・シュワルツマン（Jason Schwartzman, 本名: Jason Francesco Schwartzman, 1980年6月26日 - ）は、アメリカ合衆国のコメディ俳優。カリフォルニア州ロサンゼルス出身。

## 来歴

### 生い立ち
父親は映画『郵便配達は二度ベルを鳴らす』、『ネバーセイ・ネバーアゲイン』などの製作を担当したジャック・シュワルツマン（ロシア・ユダヤ系）、母は女優のタリア・シャイア（イタリア系）。同母弟にロバート・シュワルツマン、異母兄にジョン・シュワルツマンがいる。フランシス・フォード・コッポラは伯父、ソフィア・コッポラやニコラス・ケイジはいとこである。

### キャリア
17歳から演技をはじめ、1998年の『天才マックスの世界』で映画デビュー。同映画には主演で出演しており、ビル・マーレイと共演しているが、それまでは演技の経験が皆無にも等しかった。しかしその後もウェス・アンダーソン監督作品の常連であり、2007年公開の『ダージリン急行』ではウェス、ロマン・コッポラと共に脚本を手掛けている。アンダーソン作品以外でもよく顔を出しており、いとこのソフィア・コッポラが監督した『マリー・アントワネット』や、ダスティン・ホフマン、ジュード・ロウら共演の『ハッカビーズ』などがある。

### ミュージシャン
ドラマーでもあり、ロックバンド「ファントム・プラネット」でツアーを行ったこともある。ジェイソンは俳優業に専念するため、2003年に脱退した。
2008年2月6日、ポニーキャニオンより、「ココナッツ・レコーズ」（Coconut Records）としてCDアルバム『ナイトタイミング』（Nighttiming）をリリースしている。また同バンドに所属していた頃には来日もしている。

### 私生活
2009年7月11日にアパレルデザイナーのブレイディ・カニングハムと結婚した。2010年に娘が生まれている。
映画のプロモーションではないが、2009年に渋谷にニューヨーク発のセレクトショップ『オープニングセレモニー』がオープンした際には、オープン記念の為にキルスティン・ダンストやオルセン姉妹らと共に来日してオープニングパーティーに出席した。

## 主な出演作品

### 映画
| 公開年 | 邦題 原題                                                                               | 役名                                       | 備考                        | 吹替           |
| ------ | --------------------------------------------------------------------------------------- | ------------------------------------------ | --------------------------- | -------------- |
| 1998   | 天才マックスの世界 Rushmore                                                             | マックス・フィッシャー                     |                             | 若林久弥       |
| 2001   | CQ                                                                                      | フェリックス・デマルコ                     |                             | 上田祐司       |
| 2002   | SPUN スパン Spun                                                                        | ロス                                       |                             | 川島得愛       |
| 2002   | シモーヌ S1m0ne                                                                         | ミルトン                                   |                             | 山野井仁       |
| 2004   | ハッカビーズ I ♥ Huckabees                                                              | アルバート・マルコヴスキー                 |                             | 小野塚貴志     |
| 2005   | 銀河ヒッチハイク・ガイド The Hitchhiker's Guide to the Galaxy                           | Gag Halfrunt                               | クレジットなし              |                |
| 2005   | 奥さまは魔女 Bewitched                                                                  | リッチー                                   |                             | 水島裕         |
| 2005   | Shopgirl/恋の商品価値 Shopgirl                                                          | ジェレミー                                 | 日本劇場未公開              |                |
| 2006   | マリー・アントワネット Marie-Antoinette                                                 | ルイ16世                                   |                             | 佐久田修       |
| 2007   | ダージリン急行 The Darjeeling Limited                                                   | ジャック                                   | 兼脚本・製作                | 竹若拓磨       |
| 2007   | ホテル・シュヴァリエ Hotel Chevalier                                                    | ジャック                                   | 短編映画                    | （吹替版なし） |
| 2007   | ウォーク・ハード ロックへの階段 Walk Hard: The Dewey Cox Story                          | リンゴ・スター                             | クレジットなし              |                |
| 2009   | 素敵な人生の終り方 Funny People                                                         | マーク・テイラー・ジャクソン               | 兼音楽                      | 市橋尚史       |
| 2009   | ファンタスティック Mr.FOX Fantastic Mr. Fox                                             | アッシュ                                   | 声の出演                    | 西健亮         |
| 2010   | スコット・ピルグリムVS.邪悪な元カレ軍団 Scott Pilgrim vs. the World                     | ギデオン・グレイヴズ                       |                             | 桐本拓哉       |
| 2012   | ムーンライズ・キングダム Moonrise Kingdom                                               | ベン                                       |                             | 斎藤寛仁       |
| 2012   | チャールズ・スワン三世の頭ン中 A Glimpse Inside the Mind of Charles Swan III            | カービー・スター                           | 日本劇場未公開、WOWOWで放送 |                |
| 2013   | ウォルト・ディズニーの約束 Saving Mr. Banks                                             | リチャード・シャーマン                     |                             | 小森創介       |
| 2014   | グランド・ブダペスト・ホテル The Grand Budapest Hotel                                   | M.ジーン                                   | TBA                         |                |
| 2017   | ポルカ・キング The Polka King                                                           | ミッキー・ピザーズ                         | 石田彰                      |                |
| 2017   | 彼女のいた日々 Golden Exit                                                              | バディ                                     | （吹替版なし）              |                |
| 2019   | ワイン・カントリー Wine Country                                                         | デヴォン                                   | 金城大和                    |                |
| 2019   | ビトウィーン・トゥ・ファーンズ: ザ・ムービー Between Two Ferns: The Movie               | 本人役                                     | 斎藤寛仁                    |                |
| 2019   | クロース Klaus                                                                          | ジェスパー                                 | 声の出演                    | 内山昂輝       |
| 2020   | メインストリーム Mainstream                                                             | マーク・シュワルツ                         |                             | （吹替版なし） |
| 2021   | スパークス・ブラザーズ The Sparks Brothers                                              | 本人                                       | ドキュメンタリー            | 藤井雄太       |
| 2021   | フレンチ・ディスパッチ ザ・リバティ、カンザス・イヴニング・サン別冊 The French Dispatch | エルメス・ジョーンズ                       | 兼原案                      | 市橋尚史       |
| 2021   | SING/シング: ネクストステージ Sing 2                                                    | Additional voices                          | 声の出演                    |                |
| 2023   | アステロイド・シティ Asteroid City                                                      | オーギー・スティーンベック                 |                             | 落合弘治       |
| 2023   | スパイダーマン:アクロス・ザ・スパイダーバース Spider-Man: Across the Spider-Verse       | ジョナサン・オーン / スポット              | 声の出演                    | 鳥海浩輔       |
| 2023   | クイズ・レディー Quiz Lady                                                              | ロン・ヒーコック                           |                             | （吹替版なし） |
| 2023   | ハンガー・ゲーム0 The Hunger Games: The Ballad of Songbirds and Snakes                  | ルクレティウス・“ラッキー”・フリッカーマン |                             | 岡哲也         |
| 2024   | セカンドステップ 僕らの人生第2章 Between the Temples                                    | ベンジャミン                               |                             | （吹替版なし） |
| 2024   | メガロポリス Megalopolis                                                                | ジェイソン・ザンダーズ                     |                             |                |
| 2024   | クィア/QUEER Queer                                                                      | ジョー・ギドリー                           |                             |                |
| 2024   | Pavements                                                                               | Chris Lombardi                             |                             |                |
| 2024   | The Last Showgirl                                                                       | Director                                   |                             |                |
| 2025   | Oh. What. Fun                                                                           | TBA                                        | ポストプロダクション        |                |
| 2027   | スパイダーマン:ビヨンド・ザ・スパイダーバース Spider-Man: Beyond the Spider-Verse       | ジョナサン・オーン / スポット              | 声の出演                    |                |

### テレビ
| 年        | 題名                                                                                           | 役名                       | 備考                                                        | 吹替           |
| --------- | ---------------------------------------------------------------------------------------------- | -------------------------- | ----------------------------------------------------------- | -------------- |
| 1998      | サブリナ Sabrina the Teenage Witch                                                             | 本人                       | シーズン3 第8話「サブリナ賞の授賞式」                       |                |
| 2000      | フリークス学園 Freaks and Geeks                                                                | ハウイー・ゲルファンド     | エピソード「気になる転校生」                                |                |
| 2000      | ゲット・リアル Get Real                                                                        | 本人                       | エピソード「Falling From Grace」                            |                |
| 2009-2011 | Bored to Death                                                                                 | ジョナサン                 | 24エピソードに出演                                          | N/A            |
| 2013      | パークス・アンド・レクリエーション Parks and Recreation                                        | デニス・レルピス           | 2エピソードに出演                                           |                |
| 2014-2016 | モーツァルト・イン・ザ・ジャングル Mozart in the Jungle                                        | ブラッドフォード・シャープ | 8エピソードに出演 兼脚本・プロデューサー Amazonビデオで配信 | 時永ヨウ       |
| 2015      | ウェット・ホット・アメリカン・サマー: キャンプ1日目 Wet Hot American Summer: First Day of Camp | グレッグ                   | 7エピソードに出演 Netflixで配信                             | 村田太志       |
| 2017      | ウェット・ホット・アメリカン・サマー: あれから10年 Wet Hot American Summer: Ten Years Later    | グレッグ                   | 4エピソードに出演 Netflixで配信                             | 村田太志       |
| 2020      | メディカル・ポリス Medical Police                                                              | The Goldfinch              | 計4話出演                                                   |                |
| 2020      | FARGO/ファーゴ:カンザスシティ Fargo                                                            | ジョスト・ファッダ         | 第4シーズン                                                 | 草尾毅         |
| 2023      | スコット・ピルグリム テイクス・オフ Scott Pirglim Takes Off                                    | ギデオン・グレイヴス       | 声の出演                                                    | 関智一         |
| 2025      | マウンテンヘッド Mountainhead                                                                  | Hugo Van Yalk              |                                                             | （吹替版なし） |
| 2025      | Talamasca: The Secret Order                                                                    | Burton                     |                                                             |                |

## 参照
1. ↑  “『ダージリン急行』のジェイソン・シュワルツマン、結婚”. シネマトゥデイ. (2009年8月20日) 2012年11月26日閲覧。
2. ↑  Sarah Michaud (2011年1月3日). “Jason Schwartzman Welcomes Daughter Marlowe Rivers”. People.com 2010年1月3日閲覧。
3. ↑  “『ダージリン急行』ジェイソン・シュワルツマンに女児誕生”. シネマトゥデイ. (2011年1月6日) 2012年11月30日閲覧。